# Самохин, Леонид Григорьевич
Леонид Григорьевич Самохин (в некоторых источниках — Лев Михайлович; 12 января 1930, Москва — 1962) — советский футболист, защитник. Мастер спорта СССР (1955)

## Биография
В октябре 1945—1948 работал ювелиром на Московской ювелирно-алмазной фабрике.
С 1949 года — в составе московского «Торпедо». В 1950—1953 годах в чемпионате СССР провёл 43 матча. Обладатель Кубка СССР 1952 года. В 1953 году клуб завоевал бронзовые медали; Самохин сыграл в 10 матчах.
В 1955—1959 годах провёл 136 матчей, забил три гола в составе команды класса «Б» «Торпедо» Горький.
В 1960 году играл за «Труд» Рязань.
Скончался в 1962 году в возрасте 32 лет.